# Canton de Doullens
Le canton de Doullens est une circonscription électorale française située dans le département de la Somme et la région Hauts-de-France.

## Géographie
Ce canton est organisé autour de Doullens dans les arrondissements d'Abbeville et d'Amiens. Son altitude varie de 35 m (Béalcourt) à 174 m (Lucheux).

## Histoire
Par décret du 26 février 2014, le nombre de cantons du département est divisé par deux, avec mise en application aux élections départementales de mars 2015. Le canton de Doullens est conservé et s'agrandit. Il passe de 14 à 44 communes.

## Représentation

### Conseillers généraux de 1833 à 2015
| Période | Période      | Identité                      | Étiquette        | Qualité |
| ------- | ------------ | ----------------------------- | ---------------- | --- |
| 1833    | 1839         | Jean-Baptiste Dubois-Tassart  |                  | Ancien militaire, négociant à Doullens |
| 1839    | 1848         | François Morel                |                  | Avocat puis magistrat à Doullens |
| 1848    | 1852         | Louis Lallart de Lebucquières |                  | Propriétaire à Gézaincourt |
| 1852    | 1870         | François Morel                |                  | Avocat puis magistrat à Doullens |
| 1871    | 1874         | Abel Briois                   |                  | Notaire, maire de Doullens (1871-1874) |
| 1874    | 1886         | Henri Desprez                 |                  | Notaire, maire de Lucheux |
| 1886    | 1892         | Victor Bocking dit Sydenham   | Républicain      | Industriel du textile, maire de Doullens (1874-1892) |
| 1892    | 1894 (décès) | Octave Dusevel                | Républicain      | Tanneur Adjoint au maire de Doullens, conseiller d'arrondissement Député (1893-1894) |
| 1894    | 1897 (décès) | Victor Bocking dit Sydenham   | Républicain      | Industriel du textile, maire de Doullens (1874-1892) |
| 1897    | 1910         | Albert Rousé                  | Républicain      | Vétérinaire, maire de Doullens (1892-1919 et 1929-1934) Sénateur (1909-1920) |
| 1910    | 1940         | Étienne Dusevel               | Rad.             | Propriétaire Conseiller municipal de Doullens Député (1909-1914) |
|         |              |                               |                  | |
| 1945    | 1967         | Kléber Mopty                  | Rad.             | Négociant en vins Maire de Doullens (1941-1944 et 1945-1967), ancien conseiller d'arrondissement |
| 1967    | 1979         | Jacques Mossion               | DVD puis UDF-CDS | Géomètre-expert Sénateur de la Somme (1977-1995) Maire de Doullens (1967-1996) Président du Conseil régional (1979-1980)                                                                                   |
| 1979    | 1985         | Jean-Philippe Lebas           | PS               | Instituteur Conseiller municipal de Doullens Conseiller régional |
| 1985    | 1992         | Jacques Mossion               | UDF-CDS          | Sénateur de la Somme (1977-1995) Maire de Doullens jusqu'en 1996 |
| 1992    | 2015         | Christian Vlaeminck           | DVD puis UDI     | Éducateur spécialisé Maire de Gézaincourt (1977-2001) Maire de Doullens (2001-2020) Président de la CC du Doullennais ( ? -2016) Chevalier de l’Ordre national du Mérite, titulaire des Palmes Académiques |

### Conseillers d'arrondissement (de 1833 à 1940)
Le canton de Doullens avait deux, puis trois conseillers d'arrondissement.
Il appartenait à l'arrondissement de Doullens jusqu'à sa disparition en 1926.
| Période                                  | Période          | Identité                           | Étiquette         | Qualité |
| ---------------------------------------- | ---------------- | ---------------------------------- | ----------------- | --- |
| 1833                                     | 1845             | Abel Dieulouard                    |                   | Propriétaire à Doullens, capitaine de la Garde nationale                                                    |
| 1833                                     | 1842             | Nicolas François Lavallard         |                   | Cultivateur, maire de Bouquemaison                                                                          |
|                                          |                  |                                    |                   | |
| 1848                                     | 1852             | Abel Dieulouard                    |                   | Propriétaire à Doullens, capitaine de la Garde nationale                                                    |
|                                          |                  |                                    |                   | |
|                                          | 1882 (démission) | Jean-Baptiste Briaux               |                   | Maire de Beauquesne                                                                                         |
|                                          |                  |                                    |                   | |
|                                          | 1892             | Octave Dusevel                     | Républicain       | Tanneur à Doullens                                                                                          |
| sept.1892                                | 1894 (décès)     | Lucien Carpentier père             | Républicain       | Agriculteur, maire de Bouquemaison                                                                          |
| 1894                                     | 1928             | Lucien Carpentier fils (1857-1928) | Radical           | Agriculteur, maire de Bouquemaison, Président du Conseil d'arrondissement (1901-1906 et 1913-1928)          |
| 1913                                     | 1925             | Arnold Mortreux                    | Radical           | Industriel, adjoint au maire de Beauval                                                                     |
| 1919                                     | 1933             | Joseph Voisselle (1878-1933)       | Radical de gauche | Docteur en médecine, maire de Doullens (1919-1923)                                                          |
| 1925                                     | 1940             | Alfred Delannoy                    | RG                | Maire de Beauquesne                                                                                         |
| 1931                                     | 1940             | Lucien Dufrancatel                 | RG                | Propriétaire, maire de Gézaincourt                                                                          |
| 1933                                     | 1937             | Kléber Mopty (1889-1968)           | Radical           | Négociant en vins, adjoint (1934-1940) puis maire de Doullens (1941-1944)                                   |
| 1937                                     | 1940             | Louis Gorillot                     | Rad.ind.          | Pharmacien, adjoint au maire de Doullens                                                                    |
| 1940                                     |                  |                                    |                   | Les conseils d'arrondissement ont été suspendus par la loi du 12 octobre 1940 et n'ont jamais été réactivés |
| Les données manquantes sont à compléter. |                  |                                    |                   | |

### Conseillers départementaux à partir de 2015
| Période élective | Période élective | Mandat | Mandat   | Identité         | Nuance | Nuance | Qualité |
| ---------------- | ---------------- | ------ | -------- | ---------------- | ------ | ------ | --- |
| 2015             | 2021             | 2015   | 2021     | Christelle Hiver |        | DVD    | Première adjointe au maire de Doullens Présidente de la CC du Territoire Nord Picardie (2020 → ) 8e vice-présidente chargée du personnel départemental                                                                                            |
| 2015             | 2021             | 2015   | 2021     | Laurent Somon    |        | LR     | Vétérinaire, ancien conseiller général du Canton de Bernaville (2001 → 2015) Président du conseil départemental de la Somme (2015 → 2021) Maire de Bernaville (2001 → 2015) Sénateur de la Somme (2020 → )                                        |
| 2021             | 2028             | 2021   | en cours | Christelle Hiver |        | DVD    | Fonctionnaire Maire de Doullens (2020 → 2024) Vice-présidente du conseil départemental (2015 → 2024) Présidente de la communauté de communes du Territoire Nord Picardie (2020 → ) Présidente du Conseil départemental depuis le 23 décembre 2024 |
| 2021             | 2028             | 2021   | en cours | Laurent Somon    |        | LR     | Vétérinaire Président du conseil départemental de la Somme (2015 → 2021) Président de la CC du Territoire Nord Picardie (2017 → 2020) Sénateur de la Somme (2020 → )                                                                              |

### Résultats détaillés

#### Élections de mars 2015
| Candidats            | Candidats                | Partis      | Partis      | Premier tour | Premier tour | Second tour | Second tour |
| Candidats            | Candidats                | Partis      | Partis      | Voix         | %            | Voix        | %           |
| -------------------- | ------------------------ | ----------- | ----------- | ------------ | ------------ | ----------- | ----------- |
| 1                    | Étienne de Francqueville |             | FN          | 3 151        | 38,04        | 3 520       | 43,69       |
| 1                    | Amélie de La Rochère     |             | FN          | 3 151        | 38,04        | 3 520       | 43,69       |
| 2                    | Christelle Hiver         |             | DVD         | 2 886        | 34,84        | 4 537       | 56,31       |
| 2                    | Laurent Somon*           |             | UMP         | 2 886        | 34,84        | 4 537       | 56,31       |
| 3                    | Romain Delamotte         |             | PS          | 1 150        | 13,88        |             |             |
| 3                    | Sylvie Heudent           |             | PS          | 1 150        | 13,88        |             |             |
| 4                    | William Ngassam          |             | SE          | 1 097        | 13,24        |             |             |
| 4                    | Sabine Rouiller          |             | SE          | 1 097        | 13,24        |             |             |
|                      |                          |             |             |              |              |             |             |
| Inscrits             | Inscrits                 | Inscrits    | Inscrits    | 15 366       | 100,00       | 15 366      | 100,00      |
| Abstentions          | Abstentions              | Abstentions | Abstentions | 6 643        | 43,23        | 6 595       | 42,92       |
| Votants              | Votants                  | Votants     | Votants     | 8 723        | 56,77        | 8 771       | 57,08       |
| Blancs               | Blancs                   | Blancs      | Blancs      | 283          | 3,24         | 458         | 5,22        |
| Nuls                 | Nuls                     | Nuls        | Nuls        | 156          | 1,79         | 256         | 2,92        |
| Exprimés             | Exprimés                 | Exprimés    | Exprimés    | 8 284        | 94,97        | 8 057       | 91,86       |
| * conseiller sortant |                          |             |             |              |              |             |             |

#### Élections de juin 2021
Le premier tour des élections départementales de 2021 est marqué par un très faible taux de participation (33,26 % au niveau national). Dans le canton de Doullens, ce taux de participation est de 38,02 % (5 911 votants sur 15 548 inscrits) contre 36,82 % au niveau départemental. À l'issue de ce premier tour, deux binômes sont en ballottage : Christelle Hiver et Laurent Somon (Union au centre et à droite, 58,49 %) et Sylvie Corroyer et Pierre Courcol (RN, 22,54 %).
Le second tour des élections est marqué une nouvelle fois par une abstention massive équivalente au premier tour. Les taux de participation sont de 34,36 % au niveau national, 36,7 % dans le département et 37,34 % dans le canton de Doullens. Christelle Hiver et Laurent Somon (Union au centre et à droite) sont élus avec 73,03 % des suffrages exprimés (3 916 voix pour 5 807 votants et 15 551 inscrits),,,.

## Composition

### Composition avant 2015

Situation du canton de Doullens dans le département de la Somme avant 2015.

Le canton de Doullens regroupait 14 communes.
| Nom                  | Code Insee | Codepostal | Superficie (km2) | Population (dernière pop. légale) | Densité (hab./km2) |
| -------------------- | ---------- | ---------- | ---------------- | --------------------------------- | ------------------ |
| Doullens (chef-lieu) | 80253      | 80600      | 33,40            | 6 643 (2012)                      | 199                |
| Authieule            | 80044      | 80600      | 4,58             | 377 (2012)                        | 82                 |
| Beauquesne           | 80070      | 80600      | 20,04            | 1 357 (2012)                      | 68                 |
| Beauval              | 80071      | 80630      | 22,56            | 2 121 (2012)                      | 94                 |
| Bouquemaison         | 80122      | 80600      | 7,15             | 543 (2012)                        | 76                 |
| Brévillers           | 80140      | 80600      | 1,83             | 104 (2012)                        | 57                 |
| Gézaincourt          | 80377      | 80600      | 6,97             | 399 (2012)                        | 57                 |
| Grouches-Luchuel     | 80392      | 80600      | 9,02             | 605 (2012)                        | 67                 |
| Hem-Hardinval        | 80427      | 80600      | 10,25            | 350 (2012)                        | 34                 |
| Humbercourt          | 80445      | 80600      | 8,25             | 257 (2012)                        | 31                 |
| Longuevillette       | 80491      | 80600      | 2,06             | 73 (2012)                         | 35                 |
| Lucheux              | 80495      | 80600      | 27,65            | 577 (2012)                        | 21                 |
| Neuvillette          | 80596      | 80600      | 3,13             | 219 (2012)                        | 70                 |
| Terramesnil          | 80749      | 80600      | 2,66             | 285 (2012)                        | 107                |

### Composition à partir de 2015
Le canton de Doullens regroupe 44 communes.
| Nom                              | Code Insee | Intercommunalité               | Superficie (km2) | Population (dernière pop. légale) | Densité (hab./km2) | Modifier                                    |
| -------------------------------- | ---------- | ------------------------------ | ---------------- | --------------------------------- | ------------------ | ------------------------------------------- |
| Doullens (bureau centralisateur) | 80253      | CC du Territoire Nord Picardie | 33,40            | 5 814 (2022)                      | 174                | modifier les données · modifier les données |
| Agenville                        | 80005      | CC du Territoire Nord Picardie | 3,30             | 82 (2022)                         | 25                 | modifier les données · modifier les données |
| Autheux                          | 80042      | CC du Territoire Nord Picardie | 8,27             | 121 (2022)                        | 15                 | modifier les données · modifier les données |
| Authieule                        | 80044      | CC du Territoire Nord Picardie | 4,58             | 397 (2022)                        | 87                 | modifier les données · modifier les données |
| Barly                            | 80055      | CC du Territoire Nord Picardie | 11,64            | 163 (2022)                        | 14                 | modifier les données · modifier les données |
| Béalcourt                        | 80060      | CC du Territoire Nord Picardie | 3,61             | 119 (2022)                        | 33                 | modifier les données · modifier les données |
| Beaumetz                         | 80068      | CC du Territoire Nord Picardie | 6,16             | 217 (2022)                        | 35                 | modifier les données · modifier les données |
| Beauquesne                       | 80070      | CC du Territoire Nord Picardie | 20,04            | 1 341 (2022)                      | 67                 | modifier les données · modifier les données |
| Beauval                          | 80071      | CC du Territoire Nord Picardie | 22,56            | 1 953 (2022)                      | 87                 | modifier les données · modifier les données |
| Bernâtre                         | 80085      | CC du Territoire Nord Picardie | 4,59             | 38 (2022)                         | 8,3                | modifier les données · modifier les données |
| Bernaville                       | 80086      | CC du Territoire Nord Picardie | 17,34            | 1 047 (2022)                      | 60                 | modifier les données · modifier les données |
| Berneuil                         | 80089      | CC du Territoire Nord Picardie | 5,51             | 274 (2022)                        | 50                 | modifier les données · modifier les données |
| Boisbergues                      | 80108      | CC du Territoire Nord Picardie | 4,31             | 66 (2022)                         | 15                 | modifier les données · modifier les données |
| Bonneville                       | 80113      | CC du Territoire Nord Picardie | 10,20            | 331 (2022)                        | 32                 | modifier les données · modifier les données |
| Bouquemaison                     | 80122      | CC du Territoire Nord Picardie | 7,15             | 496 (2022)                        | 69                 | modifier les données · modifier les données |
| Brévillers                       | 80140      | CC du Territoire Nord Picardie | 1,83             | 116 (2022)                        | 63                 | modifier les données · modifier les données |
| Candas                           | 80168      | CC du Territoire Nord Picardie | 17,27            | 1 046 (2022)                      | 61                 | modifier les données · modifier les données |
| Conteville                       | 80208      | CC du Territoire Nord Picardie | 6,46             | 217 (2022)                        | 34                 | modifier les données · modifier les données |
| Domesmont                        | 80243      | CC du Territoire Nord Picardie | 1,94             | 44 (2022)                         | 23                 | modifier les données · modifier les données |
| Domléger-Longvillers             | 80245      | CC du Territoire Nord Picardie | 8,91             | 292 (2022)                        | 33                 | modifier les données · modifier les données |
| Épécamps                         | 80270      | CC du Territoire Nord Picardie | 1,60             | 7 (2022)                          | 4,4                | modifier les données · modifier les données |
| Fieffes-Montrelet                | 80566      | CC du Territoire Nord Picardie | 9,68             | 346 (2022)                        | 36                 | modifier les données · modifier les données |
| Fienvillers                      | 80310      | CC du Territoire Nord Picardie | 11,69            | 667 (2022)                        | 57                 | modifier les données · modifier les données |
| Frohen-sur-Authie                | 80369      | CC du Territoire Nord Picardie | 7,08             | 243 (2022)                        | 34                 | modifier les données · modifier les données |
| Gézaincourt                      | 80377      | CC du Territoire Nord Picardie | 6,97             | 399 (2022)                        | 57                 | modifier les données · modifier les données |
| Gorges                           | 80381      | CC du Territoire Nord Picardie | 4,87             | 38 (2022)                         | 7,8                | modifier les données · modifier les données |
| Grouches-Luchuel                 | 80392      | CC du Territoire Nord Picardie | 9,02             | 571 (2022)                        | 63                 | modifier les données · modifier les données |
| Hem-Hardinval                    | 80427      | CC du Territoire Nord Picardie | 10,25            | 365 (2022)                        | 36                 | modifier les données · modifier les données |
| Heuzecourt                       | 80439      | CC du Territoire Nord Picardie | 7,20             | 162 (2022)                        | 23                 | modifier les données · modifier les données |
| Hiermont                         | 80440      | CC du Territoire Nord Picardie | 5,01             | 152 (2022)                        | 30                 | modifier les données · modifier les données |
| Humbercourt                      | 80445      | CC du Territoire Nord Picardie | 8,25             | 253 (2022)                        | 31                 | modifier les données · modifier les données |
| Longuevillette                   | 80491      | CC du Territoire Nord Picardie | 2,06             | 70 (2022)                         | 34                 | modifier les données · modifier les données |
| Lucheux                          | 80495      | CC du Territoire Nord Picardie | 27,65            | 521 (2022)                        | 19                 | modifier les données · modifier les données |
| Maizicourt                       | 80503      | CC du Territoire Nord Picardie | 5,80             | 187 (2022)                        | 32                 | modifier les données · modifier les données |
| Le Meillard                      | 80526      | CC du Territoire Nord Picardie | 6,93             | 153 (2022)                        | 22                 | modifier les données · modifier les données |
| Mézerolles                       | 80544      | CC du Territoire Nord Picardie | 6,44             | 182 (2022)                        | 28                 | modifier les données · modifier les données |
| Montigny-les-Jongleurs           | 80563      | CC du Territoire Nord Picardie | 5,00             | 101 (2022)                        | 20                 | modifier les données · modifier les données |
| Neuvillette                      | 80596      | CC du Territoire Nord Picardie | 3,13             | 214 (2022)                        | 68                 | modifier les données · modifier les données |
| Occoches                         | 80602      | CC du Territoire Nord Picardie | 7,09             | 124 (2022)                        | 17                 | modifier les données · modifier les données |
| Outrebois                        | 80614      | CC du Territoire Nord Picardie | 9,57             | 320 (2022)                        | 33                 | modifier les données · modifier les données |
| Prouville                        | 80642      | CC du Territoire Nord Picardie | 8,81             | 312 (2022)                        | 35                 | modifier les données · modifier les données |
| Remaisnil                        | 80666      | CC du Territoire Nord Picardie | 2,92             | 30 (2022)                         | 10                 | modifier les données · modifier les données |
| Saint-Acheul                     | 80697      | CC du Territoire Nord Picardie | 3,04             | 36 (2022)                         | 12                 | modifier les données · modifier les données |
| Terramesnil                      | 80749      | CC du Territoire Nord Picardie | 2,66             | 323 (2022)                        | 121                | modifier les données · modifier les données |
| Canton de Doullens               | 8014       |                                | 371,79           | 19 950 (2022)                     | 54                 | modifier les données                        |

## Démographie

### Démographie avant 2015
| 1962   | 1968   | 1975   | 1982   | 1990   | 1999   | 2006   | 2011   | 2012   |
| ------ | ------ | ------ | ------ | ------ | ------ | ------ | ------ | ------ |
| 13 143 | 13 905 | 14 152 | 13 755 | 13 556 | 13 158 | 13 284 | 13 935 | 13 910 |

### Démographie depuis 2015
En 2022, le canton comptait 19 950 habitants, en évolution de −3,67 % par rapport à 2016 (Somme : −1,26 %, France hors Mayotte : +2,11 %).
| 2013   | 2018   | 2022   |
| ------ | ------ | ------ |
| 20 961 | 20 372 | 19 950 |